# Стилихон
Флавий Стилихон (на латински: Flavius Stilicho, понякога споменаван като Стиликон) е високопоставен военачалник (magister utriusque militiae) и патриций на Западната римска империя, който е с полуварварски произход.

## Кариера
Стилихон е роден в днешна Германия. Баща му е вандал, а майка му е римска гражданка. Още баща му служил в римската войска при Валент и получил римско гражданство.
Независимо от произхода на бащата, едва ли може да има някакво съмнение в това, че Стилихон е считал себе си за римлянин, въпреки че както повечето германи е бил арианин, а не католик/православен.
Присъединява се към римската армия и се издига сред редиците по време на управлението на Теодосий I, който управлява Източната половина на Римската империя от Константинопол и който се превръща в последния император, управлявал и Източната, и Западната половина на империята едновременно. През 384 Теодосий го използва като пратеник до двора на персийския шах Шапур III, за да преговаря за мирно споразумение, засягащо подялбата на Армения. Със завръщането му в Константинопол след успешния край на преговорите, Стилихон получава титлата comes и след две години е повишен на военачалник (magister militum) и е натоварен със задачата да защитава империята от атаките на вестготите, задача, с която той се занимава в продължение на около двадесет години. Императорът осъзнава, че Стилихон би бил ценен съюзник и за да се свърже кръвно с него, Теодосий омъжва своята осиновена племенница Серена за Стилихон през 384 г. Сватбата се случва около времето на мисията на Стилихон в Персия и в крайна сметка Серена ражда три деца: син, който е наречен Евхерий, Мария и Терманция.
След убийството на западния император Валентиниан II през 392, Стилихон помага за събирането на войската, която Теодосий ще поведе към победата в битката при Фригиду и е един от лидерите на Изтока в тази битка. Един от другарите му по време на кампанията е вестготският военачалник Аларих I, който стоял начело на солиден брой готски помощни войски, федерати. Аларих ще се превърне в най-големия противник на Стилихон в по-късните години на кариерата му като глава на западноримските войски. Стилихон се отличил при Фригиду и Теодосий, въодушевен от кампанията, вижда в него човек, достоен да поеме отговорността за бъдещата сигурност на Империята. Последният император на обединен Рим назначава Стилихон за пазител на своя десетгодишен син Хонорий малко преди смъртта си през 395 и го изпраща в Милано. Теодосий умира същия ден на пристигането му. Стилихон е пазител и на Гала Плацидия, дъщерята на Теодосий.
Със смъртта на Теодосий Хонорий става император на Западната империя, а брат му Аркадий – на Източната. Нито един от двамата не доказва себе си като способен император и Стилихон de facto се превръща във военен магистър на Запад. Имайки тази своя правоспособност, Стилихон енергично доказва своите способности, въпреки че политическите машинации на шпионите на двата имперски двора ще го спъват през цялата му кариера.
Първият му сблъсък с такава имперска политика идва през 395. Вестготите, живеещи край Дунав в Долна Мизия, били под натиска на хуните и били избрали Аларих за свой крал. Аларих нарушава договора си с Рим и повежда хората за нападение срещу Тракия. Победилата при Фригиду армия била все още събрана и Стилихон я повежда срещу войските на Аларих. Макар тази армия, съставена от формации от двете половини на империята, да воюва в Източната половина на империята, Аркадий отзовава източните формации в Константинопол. Аркадий действа по съвета на своя преториански префект Руфин, който бил стар враг на Стилихон. Стилихон се подчинява на заповедта и отпраща източните части, оставайки твърде слаб, за да може да се противопостави ефективно на Аларих. Руфин не се радва дълго на победата си над Стилихон, тъй като завърналите се войски го убиват с пристигането си в Константинопол.
Две години по-късно, през 397, Стилихон разбива войските на Аларих в Македония, макар че Аларих успява да избяга в околните планини. През 398 г. Стилихон успешно потушава бунта на управителя comes Гилдон в Африка, при преговорите му помага Симах. През 398/399 г. Стилихон успешно потушава бунт на пиктите в Британия. След това управлението на Хонорий под Стилихон издава множество закони, които са събрани в Codex Theodosianus.
Стилихон е избран в Рим за consul ordinarius за 400 г. През 398 г. Стилихон жени още малолетната си дъщеря Мария с император Хонорий. През 405, по времето на втория консулат на Стилихон, Евхерий е сгоден за Гала Плацидия.
През 401 Стилихон пристига в Реция през 401, където води голяма кампания срещу своите бивши роднини – вандалите, и други варварски мародери. Стилихон води още две големи сражения срещу Аларих – битката при Поленция през 402 и битката при Верона през 403. Западноримският двор се премества през това време към края на 402 г. от Милано в сигурната Равена.
През 405 той заповядва унищожаването на Сибилските книги, защото пророчествата от книгите били използвани за атака срещу управлението му.
През 406 г. той побеждава в битката при Фиезоле заедно с войски на хуните с Улдин и на готите с вестготския генерал Сарус войската на готи, вандали, германи и алани, водени от крал Радагайз. За тази победа Хонорий празнува своя предпоследен триумф в Рим. През 407 г. легионите в Британия провъзгласят за император Константин III.

## Падение
Въпреки успехите му, неримският му произход и арианската религиозна ориентация го опетняват в очите на имперските царедворци, особено на интриганта Олимпий, който през 408 г. замисля как да го погуби. Придворните разпространяват слухове, че Стилихон е планирал убийството на Руфин, че е интригантствал със стария си противник Аларих, че е поканил варварите в Галия през 406 г. и че планира да постави сина си на императорския трон. При Тицин римската войска вдига бунт на 13 август, убивайки най-малко седем старши имперски чиновници (Зосим 5.32). Това е последвано от събития, за които Джон Матюс отбелязва, че „имат всички признаци за напълно координирано coup d'etat, организирано от политическите опоненти на Стилихон.“1 Стилихон и Евхерийус се оттеглят в Равена и търсят азил в една църква, където е арестуван от войниците на Хонорий. Въпреки че е във възможностите му да оспори обвиненията, Стилихон не се съпротивлява, било от чувство за вина, било от страх от последствията за и без това несигурното състояние на Западната империя. Той е екзекутиран на 22 август 408 от генерал Хераклиан, който наследява неговото имущество. Синът му Евхерий успява да избяга, но е убит в Рим малко след това.

## Post mortem
В безредиците, последвали падението и екзекуцията на Стилихон, жените и децата на варварските foederati в цяла Италия са убити от местните римляни. Закономерният резултат е, че тези мъже (пресмятани около 30 000) се събират под закрилата на Аларих и искат да бъдат пуснати да се бият срещу страхливия си враг. Съответно вестготският вожд преминава Юлските Алпи и повежда кампания през сърцето на Италия. През септември 408 варварите вече стоят пред стените на Рим.
Без силен военачалник като Стилихон, който да контролира предимно варварската армия, Хонорий може да стори малко, за да спре настъплението и възприема пасивна стратегия, опитвайки се да изчака навън Аларих, надявайки се, че ще събере войските си, за да победи вестготите междувременно. След двегодишна обсада с надеждата да му бъде платено, Аларих нахлува в Рим през август 410 г. благодарение на предател, отворил един от изходите на защитните укрепления. За пръв път от осем века външен нашественик влиза в Рим.

## Спор
Главен спор относно Стилихон е относно това дали неговата защита на империята е продиктувана повече от лични интереси или от лоялност към Рим или Теодосий. Много историци твърдят, че основната му цел е поставянето на сина му на императорския престол, може би докато в същото време събере отново цялата империя; тази теория обяснява почти непрекъснатата му борба с Руфин, неговият източен еквивалент.
Друга проблемна тема е битката с Аларих в Македония. Стилихон може да е планирал да завоюва провинция Далмация за Запада, дори при положение, че войските, които използва, за да победи, са от Изток. Отстъпена на Изтока след катастрофата при Адрианопол, тя е богата е населена провинция, изкушаваща придобивка за Стилихон. Независимо дали това е истина или не, страхът от него може да обясни защо Руфин убеждава Аркадий да изиска завръщането на войските му, когато победата изглежда неминуема. Във всеки случай веднъж щом Рим дава на Аларих титла в знак на предложение за мир, Стилихон става мишена на дворцови интриги в Константинопол, било поради непопулярност или очевидна амбиция. Това е главната причина, поради която екзекуцията на Стилихон в крайна сметка се струва правдоподобна на Хонорий; Аларих е съюзник на Рим, а не негов враг. Оттук нататък присъствието на Стилихон не е потребно на Хонорий на този етап.

## В литературата
Стилихон присъства в известен брой литературни творби, както като положителен, така и като отрицателен герой.
- В ранните новели на серията на Джак Уайт, посветена на Артур. В тези книги той има забележителна връзка с фамилията на Британик, когото Уайт свързва с легендите за Мерлин, Артур и Камелот.
- В първата част от трилогията на Уилям Нейпиър за Атила (2005). Той е убит по заповед на принцеса Гала Плацидия, която го подозира в заговорничене с младия Атила, техния знатен пленник.

## Извори
Освен важните юрдически свидетелства в Codex Theodosianus, главният извор за събитията около Стилихон, или поне за събитията до 404, са панегириците, адресирани до него от поета Клавдиан. За събитията след 404 главен извор е Зосим, въпреки че от своята позиция на византиец, той изпитва силна антипатия към Стилихон.